# Aeltere Casseler Turngemeinde
Die Aeltere Casseler Turngemeinde von 1848 e.V. ist ein deutscher Turn- und Sportverein in Kassel. Der Verein bietet heute eine breitgefächerte Palette von Sportarten an, darunter Badminton, Basketball, Faustball, Fechten, Kanu, Leichtathletik, Prellball, Schwimmen, Turnen, Volleyball und Wandern.

## Geschichte
Der Verein wurde am 22. März 1848 als „Casseler Turngemeinde“ gegründet. Bereits im Herbst 1849 kam es wegen politischer Differenzen unter führenden Mitgliedern zu einer Spaltung, die im Mai 1850 in der Gründung eines zweiten Vereins, dem „Casseler Männerturnverein“ kulminierte. Während in der „Casseler Turngemeinde“ die demokratische Ausrichtung vorherrschte, wollte der „Casseler Männerturnverein“ parteipolitisch neutral sein. Die politischen Repressionen in Kurhessen unter dem reaktionären Ministerpräsidenten Hassenpflug beinhalteten u. a. die Unterdrückung turnerischer Aktivitäten, aber erst Ende 1853 ergab man sich in das wohl Unvermeidliche: danach sind keine geheimen Versammlungen und Turnabende mehr bekannt. Erst nach dem Ende der Ära Hassenpflug konnten die Kasseler Turner wieder aktiv werden. Im August 1862 wurde der nunmehr „Aeltere Casseler Turngemeinde“ genannte Verein wiederbelebt, mit allem über die Jahre hinweg geretteten Inventar, Barvermögen und Schulden der 48er Turngemeinde. 
Eine vereinseigene Turnhalle wurde im September 1885 in der Schützenstraße eingeweiht. 1898, zum 50. Jubiläum der ursprünglichen Vereinsgründung, änderte der Verein seinen Namen in „Aeltere Casseler Turngemeinde von 1848“. Eine neue, 1909 bis 1911 gebaute Turnhalle in der Wimmelstrasse wurde 1911 eingeweiht, und dies ermöglichte dann auch im Herbst 1911 die Einführung des Frauenturnens im Verein.
Im Nachkriegsjahr 1919 schloss sich die „Aeltere Casseler Turngemeinde“ mit dem „Verein für Rasenspiele 03“ zusammen, der in den Kriegsjahren ebenfalls schwere Mitgliederverluste erlitten hatte. Neuer Vereinsname war nun „Casseler Turn- und Sportverein von 1848“. Der VfR 03 brachte einen schönen Sportplatz an der Leipziger Straße in das Vereinsvermögen ein. Die Fußballer des fusionierten Vereins gewannen 1921/22 die Meisterschaft im 
Fußballgau Hessen-Hannover, wurden dann aber nur Sechster und Letzter in der Endrunde um die Westdeutsche Fußballmeisterschaft 1921/22.
1921 wurde die Palette der betriebenen Sportarten durch die Pacht eines Schwimmplatzes an der Fulda erweitert. Auch eine Gesangsabteilung kam in dieser Zeit hinzu. Im Herbst 1924 schied die aus dem einstigen VfR 03 hervorgegangene Sportabteilung wieder aus dem Verein aus und bildete den „Casseler Sportclub 03“. Die Turngemeinde nahm ihren alten Namen „Aeltere Casseler Turngemeinde“ wieder an.

## Bekannte Vereinsmitglieder
- Werner Möller wurde 1921 deutscher Meister im Dreikampf.
- Beim 13. Deutschen Turnfest 1923 in München wurde Hermann Walpert Sieger im 5000-m-Lauf.
- Mit Kurt Wedekind und Kurt Domke gingen zwei deutsche Nationalturner aus dem Verein hervor.